# باول هودسون
باول هودسون (بالإنجليزية: Paul Hodgson)‏ هو لاعب كرة قاعدة أمريكي، ولد في 14 أبريل 1960 في مونتريال في كندا.

## وصلات خارجية
- باول هودسون على موقعبيزبول رفرنس.كوم (الدوري الرئيسي) (الإنجليزية)
- باول هودسون على موقعبيزبول رفرنس.كوم (الدوري الثانوي) (الإنجليزية)